# تومويا إيتو
تومويا إيتو (باليابانية: 伊藤智也؛ بالكانا: いとう ともや) هو منافس ألعاب قوى ياباني، ولد في 16 أغسطس 1963 في سوزوكا في اليابان.